# Рамазанова, Эльмира Абдулнитифовна
Эльми́ра Абдулнити́фовна Рамаза́нова (род. 8 мая 1996, Дербент, Дагестан, Россия) — российский боксёр, выступающая в категории свыше 81 килограмма. Кандидат в мастера спорта России, серебряный призёр Чемпионата России 2015 года.

## Биография
Родилась 8 мая 1996 года. Родом из Дербента.
Начала заниматься боксом в феврале 2012 года. Выступает за Ханты-Мансийский автономный округ. Первый бой провела на Первенстве России в мае 2012 года. Тренер-преподаватель Адалят Гамбарович Алиев. Учится в Югорском колледже олимпийского резерва (ЮКИОР).
В январе 2014 года Рамазанова стала победительницей международного женского турнира по боксу «Кубок наций» в сербском городе Врбас. Выступая в соревнованиях юниорок в весовой категории до 81-го килограмма, Рамазанова победила в трех проведенных боях и оказалась на высшей ступени пьедестала.
В марте 2015 в финале Чемпионата России по боксу среди женщин в Саранске Эльмира Рамазанова проиграла чемпионке мира 2014 года — Земфире Магомедалиевой и принесла команде ХМАО-ЮГРА серебряную медаль. Рамазанова дала очень серьезный бой свой более именитой сопернице, которой в первых двух раундах пришлось очень непросто. По словам главного тренера женской сборной России по боксу Виктора Лисицына Эльмира «очень интересная, быстрая и бьющая девушка с сумасшедшим характером».

## Достижения
- 3 место — Всероссийские соревнования «Олимпийские надежды» (Алексин, 2012 год)[2];
- 2 место — Международный турнир по боксу памяти Владислава Стрижова (Надым, 2012 год);
- 1 место — Чемпионат и Первенство ХМАО-Югры (Радужный, 2012 год);
- 3 место — Открытый областной турнир по боксу на призы вице президента ФБР заслуженного тренера РФ Абакарова А. Г. (Сальск, 2013 год);
- 1 место — Первенство УрФО на призы Натальи Рогозиной (Нижний Тагил, 2013 год);
- 1 место — Всероссийский турнир «Олимпийские надежды» (Сальск, 2013 год);
- 1 место — Чемпионат и Первенство ХМАО-Югры (Радужный, 2013 год);
- 1 место — Первенство Уральского Федерального округа (Уват, 2014 год)[7];
- 1 место — Международный турнир «Кубок наций» (Врбас, 2014 год);
- 1 место — Международный турнир в Румынии (2014 год);
- 1 место — Первенство России (Нижний Тагил, 2014 год)[2];
- 2 место — Чемпионат России по боксу среди женщин (Саранск, 2015 год).